# Michael Dertouzos
Texto copiado de Busca Biografías, con licencia CC-BY-SA 3.0, compatible con Wikipedia.
Michael Leonidas Dertouzos (Atenas, 5 de noviembre de 1936-Boston, 27 de agosto de 2001) fue un científico informático griego.
Hijo de un oficial de la armada griega y de una concertista de piano.
Se trasladó a Arkansas, Estados Unidos, con una beca Fulbright. Allí terminó su carrera y se doctoró en el MIT en 1964 y consiguió una plaza de residente en 1974.
En 1976 predijo que a mediados de los años 1990 habría una computadora personal en uno de cada cuatro hogares, aunque su vaticinio más sorprendente se produjo en 1980, cuando describió con detalle una red que ya anunciaba Internet.
De entre sus obras de divulgación destacan Qué será, auténtico fenómeno editorial en Estados Unidos y La revolución inacabada. Fue el principal impulsor del Consorcio de la World Wide Web, foro de empresas y organizaciones que dirigen la red de redes.
Dirigió el laboratorio informático del Massachusetts Institute of Technology (MIT). La revista Time le citó como el informático más influyente del mundo.
Dertouzos falleció en Boston el 27 de agosto de 2001 y sus restos se encuentran en un cementerio de Atenas.